# 德勝軍節度使
德勝军节度使，五代十国杨吴、南唐、宋朝的节度使，治所在庐州（今安徽省合肥市）。
天祐十四年（917年），在庐州设立庐州都团练观察使，下辖庐州、滁州（今安徽省滁州市）、舒州（今安徽省潜山县）。武义元年（919年），庐州都团练观察使改为德勝军节度使。后唐长兴二年（931年），后唐在庐州遥置昭顺军节度使。后来南唐继续沿置。保大十四年（956年），后周一度夺取滁州，保大十五年（957年），后周夺取庐州、滁州、舒州，德勝军节度使改为保信军节度使。宋朝庐州的军号也是保信军节度使。

## 历任节度使
德勝军节度使
- 刘威（907年）
- 张崇（907年—932年）
- 姚彦章（931年—939年，遥领）
- 徐知诰（932年—933年）
- 柴再用（933年—935年）
- 周本（935年—938年）
- 李章（938年—940年）
- 马仁裕（940年—942年）
- 周邺（942年—948年）
- 马希瞻（943年—945年，遥领）
- 王崇文（949年—954年）
- 孙汉威（954年—958年）

保信军节度使
- 赵赞（958年—960年）
- 宋偓（960年—963年）
- 陈思议（964年—969年）
- 尹崇珂（973年）
- 邢琪（975年—977年）